# Anales de la Corona de Aragón

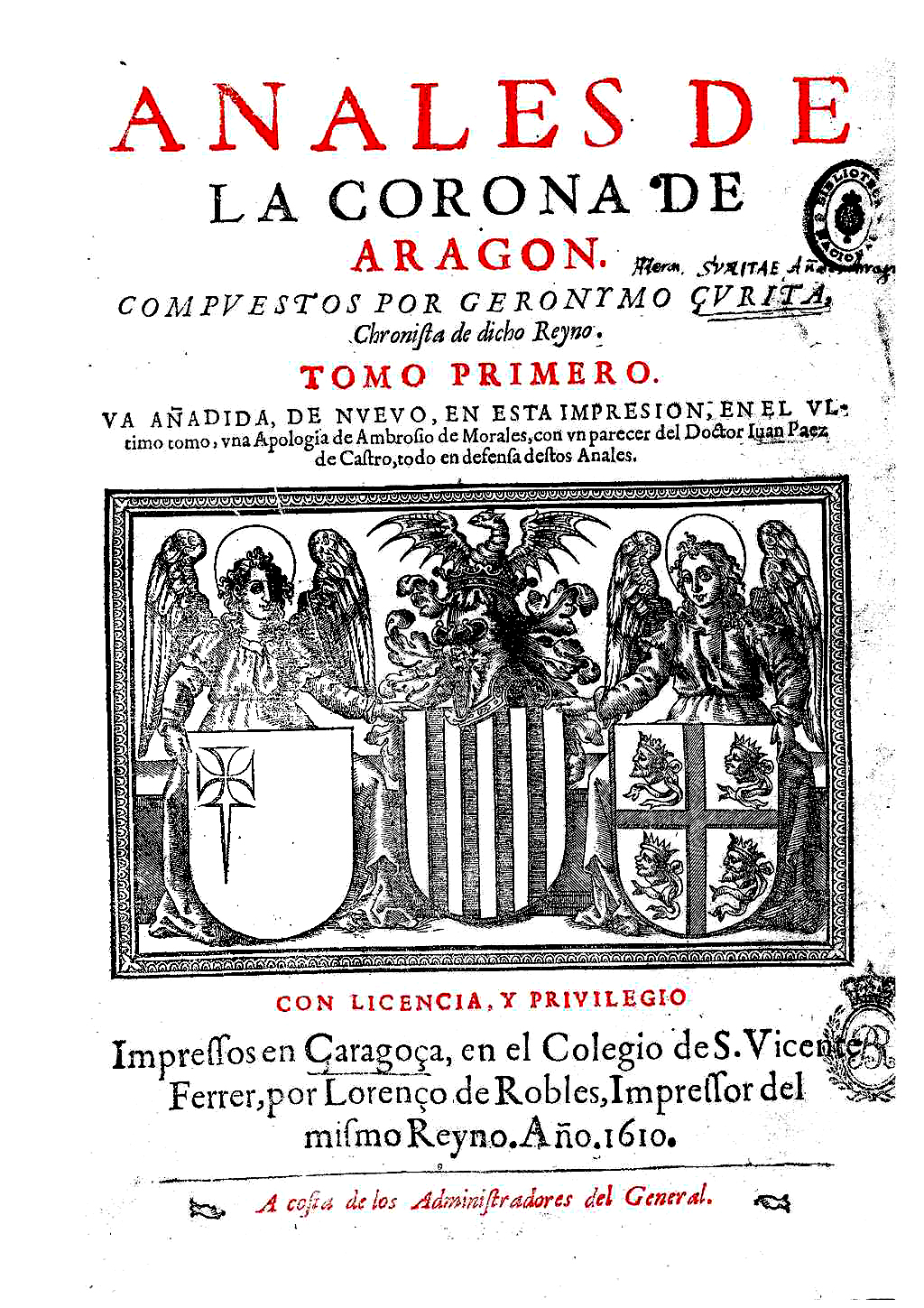
Els Anales de la Corona de Aragón de Jerónimo Zurita, en una edició de 1610.

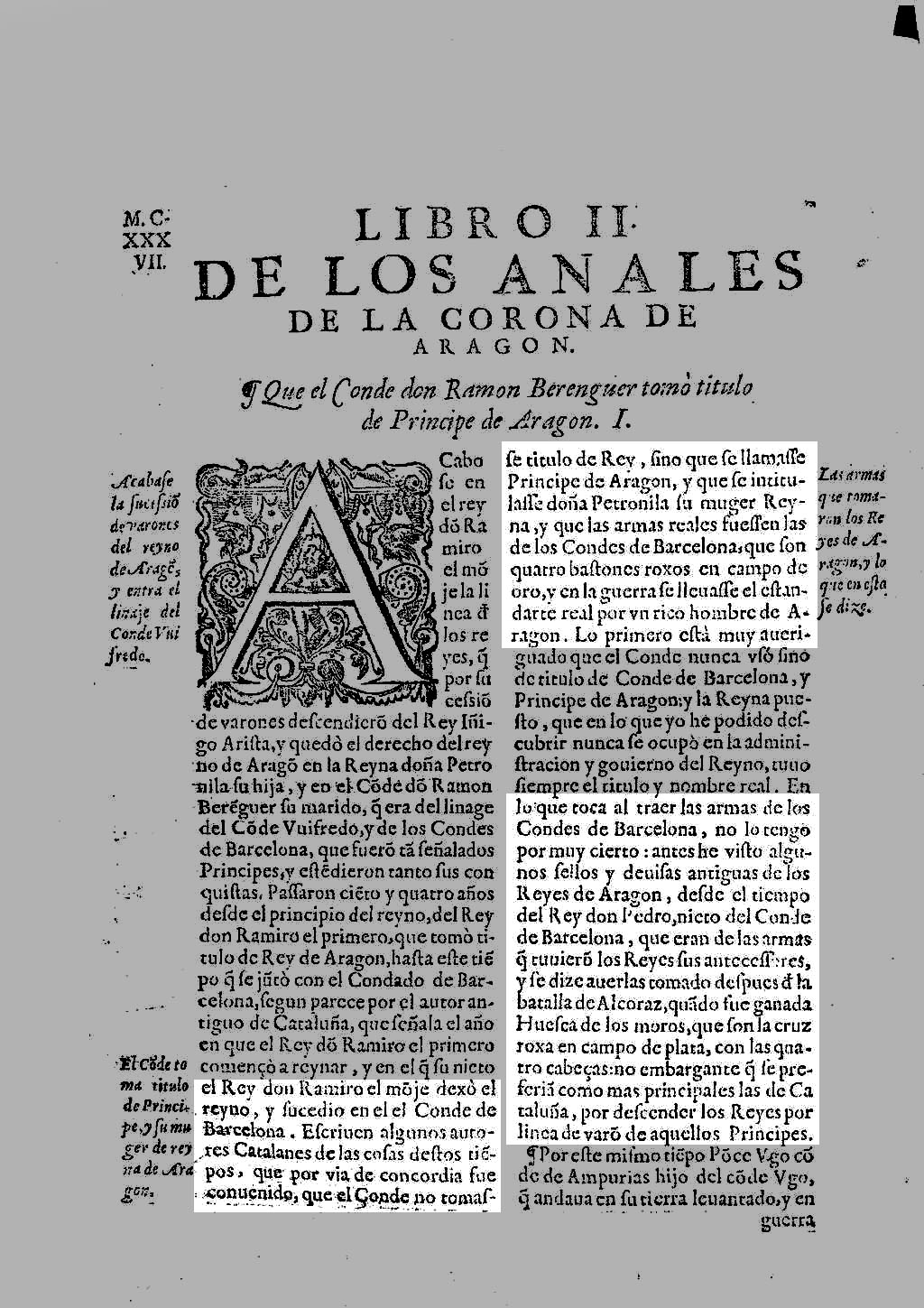
"Armas Reales de Aragón, las del Conde de Barcelona, quatro bastones roxos en campo de oro"

Els Anales de la Corona de Aragón, de l'escriptor aragonès Jerónimo Zurita, foren realitzats entre els anys 1562-1580.
Aquí historia els successos d'Aragó en ordre cronològic des del període islàmic fins al regnat de Ferran II d'Aragó. El model del seu concepte de la història i també del seu estil és Tàcit. Zurita es va proposar de fer una història rigorosa, al marge de llegendes, rumors i creences populars. Amb aquesta finalitat fa cas únicament de les fonts antigues i la documentació arxivística, que són la base d'una història refeta, on s'allunya cautelosament de les notícies transmeses tradicionalment pels historiadors anteriors, el mèrit dels quals radicava en l'acumulació de cròniques medievals, fonts literàries i dades de segona mà.
Els seus càrrecs de secretari reial i Cronista d'Aragó li van permetre realitzar freqüents viatges als Països Baixos espanyols, França o Itàlia, on es va poder proveir de gran quantitat de fonts documentals de primer ordre. En moltes ocasions figuren en els seus Anales les transcripcions literals dels documents que li serviren de font. El discurs històric que elabora segueix un ordre cronològic precís, i s'hi aborden aspectes polítics, econòmics i religiosos.
L'obra té un abast més enllà de l'aragonès, ja que en el desenvolupament de la crònica s'hi veuen involucrats tots els regnes peninsulars, inclòs Portugal. Malgrat això, el punt de vista sempre és favorable al Regne d'Aragó i tendenciós envers allò castellà.
El seu estil pot semblar actualment auster, però és inqüestionable la seva autoritat com a cronista modern (el primer de la península) i el seu mètode historiogràfic rigorós. Mostra una nova concepció dels deures d'un historiador i, no content amb els abundants materials custodiats en els arxius de Saragossa i Barcelona, va buscar les seves fonts en els del Països Baixos, Roma, Nàpols i Sicília.